# Cid Feijó Sampaio
Cid Feijó Sampaio (Recife, 7 de diciembre de 1910-Recife, 30 de septiembre de 2010) fue gobernador del Estado de Pernambuco desde 1959 hasta 1962. Bajo su gobierno, construyó la Compañía Pernambuco Synthetic Rubber (Coperbo), planta de caucho sintético tomado a partir del alcohol de caña de azúcar, con el dinero luego de Circulación de Impuestos (ICM). La recaudación de impuestos se vio estimulada por la emisión de sellos entregadas en la compra de bienes, la denominada BS Bonos, que fueron canjeados por entradas numeradas para poder ganarte premios mensuales.